# Annenaltar
Ein Annenaltar ist ein Altar, auf welchem die heilige Anna, die vermutete Mutter Marias, dargestellt und verehrt wird. Beispiele für Annenaltäre sind der Annenaltar des Meisters von Frankfurt oder der Annenaltar in St. Michael in Schwäbisch Hall, die jeweils im frühen 16. Jahrhundert entstanden.